# Litynśki Chutory
Litynśki Chutory (ukr. Літинські Хутори, do 2016 Radianśke, ukr. Радянське) – wieś na Ukrainie, w obwodzie winnickim, w rejonie winnickim, w hromadzie Lityn. W 2001 liczyła 376 mieszkańców, spośród których 373 wskazało jako ojczysty język ukraiński, a 3 rosyjski